# Seznam grških arhitektov
Seznam grških arhitektov.

## B
- Kostas Biris

## C
- Georges Candilis (1913-95) (Francoz grš. rodu, r. v Azerbajdžanu)

## D
- Konstantinos Apostolos Doxiadis

## F
- Fidija

## K
- Stamatios Kleanthis

## M
- Anastasios Metaxas

## S
- Skopas

## Z
- Ernst Ziller (gr. Ερνέστος Τσίλλερ, Ernestos Tsiller)